# Tanais dulongii
Tanais dulongii is een naaldkreeftjessoort uit de familie van de Tanaidae. De wetenschappelijke naam van de soort is voor het eerst geldig gepubliceerd in 1826 door Jean Victor Audouin.

## Beschrijving
Het lichaam van Tanais dulongii is 5 mm lang met een gevlekt, grijs schild. De twee eerste thorax somieten zijn vergroeid en vormen de carapax. Het eerste paar pereopoden is chelaat. Ze bezitten verder zes vrije thoracale somieten (pereon), vijf abdominale somieten (pleon) voorzien van pleopoden en een pleotelson met één paar terminale of subterminale uropoden.

## Verspreiding en leefgebied
Tanais dulongii wordt gevonden tussen het noorden van Noorwegen en de Middellandse Zee, van de oostkust van Noord-Amerika en Zuid-Amerika, en van het zuidwesten van Australië. T. dulongii is een veel voorkomende soort in het kustgebied en het ondiepe sublitoraal, waar het leeft in zelf geconstrueerde buizen van zandkorrels, modder en organisch afval.